# Inga Sæland
Inga Sæland (ur. 3 sierpnia 1959 w Ólafsfjörður) – islandzka polityk, parlamentarzystka, przewodnicząca Partii Ludowej, od 2024 minister spraw społecznych i mieszkalnictwa.

## Życiorys
Ukończyła szkołę średnią Menntaskólinn við Hamrahlíð. W latach 2003–2006 studiowała nauki polityczne na Uniwersytecie Islandzkim, a w 2016 na tej samej uczelni uzyskała licencjat z prawa. Zajmowała się wychowaniem czwórki dzieci, pracowała m.in. w domu dla osób niepełnosprawnych umysłowo oraz w domu opieki dla osób starszych. Uczestniczyła islandzkiej wersji programu The X Factor.
W 2016 współtworzyła i objęła funkcję przewodniczącej Partii Ludowej, ugrupowania głoszącego hasła wspierania ubogich i niepełnosprawnych (sama Inga Sæland jako niedowidząca jest osobą niepełnosprawną). W wyborach w 2017 jej ugrupowanie uzyskało po raz pierwszy poselską reprezentację, jego przewodnicząca została wówczas wybrana do Althingu. Z powodzeniem ubiegała się o parlamentarną reelekcję w 2021 i 2024.
W grudniu 2024 objęła urząd ministra spraw społecznych i mieszkalnictwa w nowo utworzonym rządzie Kristrún Frostadóttir.